# María Salvo
María Salvo Iborra (Sabadell, 27 de mayo de 1920-Barcelona, 16 de noviembre de 2020) fue una activista antifranquista española, víctima de la represión durante la dictadura franquista.

## Biografía
Su padre era un carpintero ebanista que participaba en los movimientos obreros, pero no militaba en ningún partido político ni sindicato. Su madre era ama de casa, católica practicante y analfabeta. Cuando tenía siete años su familia se trasladó al barrio de Les Corts de Barcelona. A los trece años abandonó la escuela y estuvo trabajando de portera en el edificio en el que vivían. Posteriormente trabajó de costurera y planchadora. En 1935 comenzó a frecuentar los centros culturales de Esquerra Republicana, pero influenciada por la novia de su hermano mayor ingresó finalmente en las Juventudes Socialistas Unificadas de Cataluña (JSUC)
Al inicio de la Guerra Civil en julio de 1936, se afilió a la Unión General de Trabajadores (UGT) y trabajó en un taller de ropa colectivizado por la Confederación Nacional del Trabajo (CNT) y la UGT. En 1938 se hizo cargo de la secretaría de Propaganda del comité de Barcelona de las Juventudes Socialistas Unificadas de Cataluña. El 26 de enero de 1939 debió marchar al exilio en Francia, donde fue internada en los campos de concentración de Le Pouliguen y Moisdon-la-Rivière. Formó parte de los grupos de españoles a los que las autoridades francesas obligaron a regresar a España.
Fue detenida en 1941 en Madrid el 26 de septiembre de 1941, fue llevada a los  calabozos de la Dirección General de Seguridad, donde estuvo retenida treinta días en los que sufrió torturas y malos tratos. De allí fue trasladada a la cárcel de Ventas y después a la prisión de Les Corts (prisión provincial de Barcelona).
Tres años después de presa se celebró el juicio en Alcalá de Henares ante un tribunal militar, que la condenó a treinta años de prisión por conspiración contra la seguridad interior del Estado, iniciando un periplo de prisiones por España comenzando por Torrero (Zaragoza), prisión de Ventas (Madrid) y prisión provincial de Segovia, entre otras. Fue puesta en libertad, con pena de destierro de la provincia de Barcelona y destino en Santander, dieciséis años después.
Miembro en la clandestinidad del Partido Socialista Unificado de Cataluña (PSUC), consiguió regresar a Barcelona burlando el destierro. Desde la recuperación de las libertades presidió la Associació Catalana d'Expresos Polítics y cofundó la Asociación Mujeres del 36.
Murió en Barcelona a los 100 años.

## Asociación Las mujeres del 36

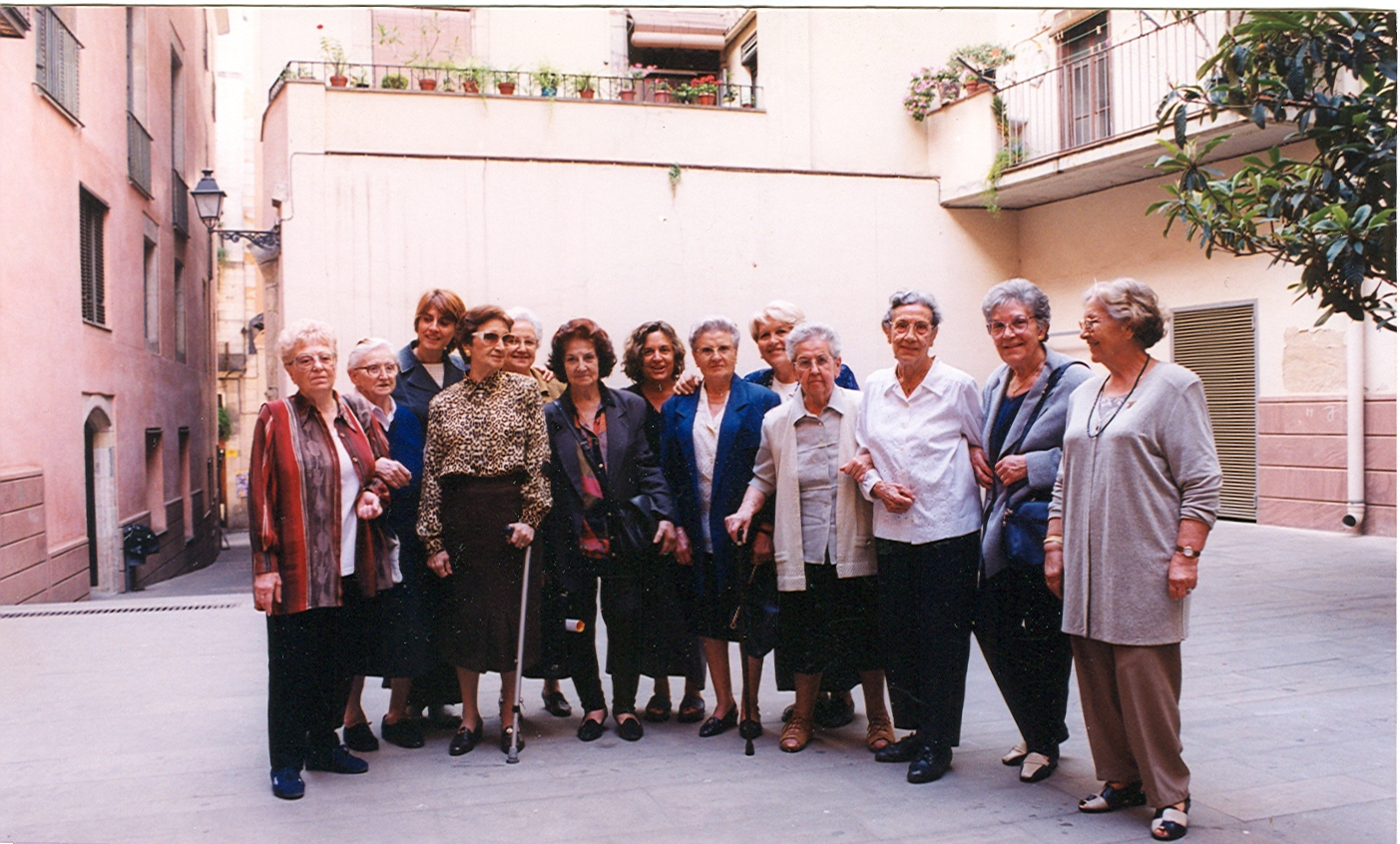
Las mujeres del 36

En 1997, Salvo, junto a un grupo de mujeres mayores de 80 años, constituyeron la asociación “Mujeres del 36” con el fin de recordar a las nuevas generaciones que los avances políticos y sociales de los que hoy disfruta la mujer datan de una lucha que se hace patente en 1931 con el advenimiento de la República. Y asimismo, para intentar que la historia no caiga en el olvido. Durante los diez años que duró la asociación, llevaron a cabo 179 charlas en institutos, 35 en universidades, 185 entrevistas personales, además de intervenciones en programas de radio, documentales etc.
La asociación se disolvió en el año 2006 dada la edad de las asociadas.

### El fondo oral
El testimonio oral de Salvo fue recogido, junto con el de ocho mujeres más, por la historiadora Mercedes Vilanova y la antropóloga Mercedes Fernández Martorell. El material fue donado, en 1997, al Archivo Histórico de la Ciudad de Barcelona y, desde entonces, es una de las colecciones que se conservan y puede ser consultadas en la sección Fondo oral, concretamente es la colección Fondo oral Mujeres del 36.

## Premios y reconocimientos
- Medalla de Honor de Barcelona (2003)
- Doctora honoris causa por la Universidad Politécnica de Barcelona (2004)[8]
- Creu de Sant Jordi (2005)[8]
- Sobre su vida, el historiador, Ricard Vinyes escribió el libro, El daño y la memoria. Las prisiones de María Salvo.[13]
- En junio de  2020 se celebró un acto de homenaje organizado por el Ateneu de Memòria Popular y el Ayuntamiento de Barcelona.[9]